# بیلی هاردی (بازیکن فوتبال)
بیلی هاردی (انگلیسی: Billy Hardy; ۱۸ آوریل ۱۸۹۱ – مارس ۱۹۸۱ (aged 89)) بازیکن فوتبال اهل بریتانیا بود.
از باشگاه‌هایی که در آن بازی کرده‌است می‌توان به باشگاه فوتبال استوک‌پورت کانتی و باشگاه فوتبال کاردیف سیتی اشاره کرد.